# Jeremy Ebobisse
Jeremy Edward Nirina Ebobisse Ebolo (París, Francia, 14 de febrero de 1997) es un futbolista estadounidense. Juega de delantero y su equipo es Los Angeles F. C. de la Major League Soccer.
Es internacional absoluto con la selección de Estados Unidos desde el año 2019.

## Trayectoria
Cuando era niño, Jeremy asistió a la escuela Walter Johnson en Bethesda, Maryland, donde jugó al fútbol junto al jugador del Arsenal FC, Gedion Zelalem. Como universitario, jugó al fútbol en la Universidad Duke entre los años 2014 y 2015, con los Duke Blue Devils anotó 9 goles en 37 encuentros disputados. Durante el 2015 en su etapa universitaria jugó con el D.C. United U-23 de la Premier Development League.

## Profesionalismo
Ebobisse firmó un contrato con la Major League Soccer en agosto de 2016, aunque no fichó por ningún club y tendría que esperar hasta el SuperDraft de 2017. Pasó la temporada 2016 jugando para el Charleston Battery de la United Soccer League.
Jeremy fue seleccionado por el Portland Timbers en el SuperDraft de 2017. El 2 de abril de 2017 debutó con el equipo reserva del club, el Portland Timbers 2, en el encuentro contra el Seattle Sounders 2, y el 6 de mayo debutó con el primer equipo del club contra el San Jose Earthquakes. Anotó su primer gol para el club el 23 de julio en la victoria por 2-1 sobre el Vancouver Whitecaps. En su primera temporada en Portland, Jeremy jugó 16 encuentros.
En la temporada 2018 fue un jugador ocasional del primer equipo, anotó 2 goles en la fase regular del torneo, y contribuyó en el paso a los play offs de la Copa MLS. Anotó un gol en la llave de ida ante Seattle Sounders FC. El delantero estadounidense jugó la final de la Copa MLS 2018 contra el Atlanta United el 8 de diciembre, que perderían por 2-0.

## Selección nacional
Jeremy nació en Francia y es descendiente camerunés y malgache, se mudó a los Estados Unidos a una edad temprana. Ebobisse jugó para la selección sub-20 de Estados Unidos durante la Copa Mundial de Fútbol Sub-20 de 2017. 
Debutó con la selección de los Estados Unidos el 27 de enero de 2019 en un encuentro amistoso contra Panamá.

## Clubes
| Club                          | País           | Año       |
| ----------------------------- | -------------- | --------- |
| Duke Blue Devils              | Estados Unidos | 2014-2015 |
| D.C. United U-23              | Estados Unidos | 2015      |
| Charleston Battery            | Estados Unidos | 2016      |
| Portland Timbers              | Estados Unidos | 2017-2021 |
| Portland Timbers 2 (préstamo) | Estados Unidos | 2017-2018 |
| San Jose Earthquakes          | Estados Unidos | 2021-2024 |
| Los Angeles F. C.             | Estados Unidos | 2025-     |

## Estadísticas

### Clubes
Actualizado al último partido disputado el 8 de diciembre de 2018.
| Club | Div.          | Temporada     | Liga  | Liga  | Copas nacionales(1) | Copas nacionales(1) | Copas internacionales | Copas internacionales | Otras(2) | Otras(2) | Total | Total |
| Club | Div.          | Temporada     | Part. | Goles | Part.               | Goles               | Part.                 | Goles                 | Part.    | Goles    | Part. | Goles |
| --- | ------------- | ------------- | ----- | ----- | ------------------- | ------------------- | --------------------- | --------------------- | -------- | -------- | ----- | ----- |
| Charleston Battery Estados Unidos                                                                                    | 2.ª           | 2016          | 5     | 1     | -                   | -                   | -                     | -                     | -        | -        | 5     | 1     |
| Charleston Battery Estados Unidos                                                                                    | Total club    | Total club    | 5     | 1     | 0                   | 0                   | 0                     | 0                     | 0        | 0        | 5     | 1     |
| Portland Timbers 2 Estados Unidos                                                                                    | 2.ª           | 2017          | 5     | 1     | 0                   | 0                   | -                     | -                     | -        | -        | 5     | 1     |
| Portland Timbers 2 Estados Unidos                                                                                    | 2.ª           | 2018          | 18    | 4     | 0                   | 0                   | -                     | -                     | -        | -        | 18    | 4     |
| Portland Timbers 2 Estados Unidos                                                                                    | Total club    | Total club    | 23    | 5     | 0                   | 0                   | 0                     | 0                     | 0        | 0        | 23    | 5     |
| Portland Timbers Estados Unidos                                                                                      | 1.ª           | 2017          | 14    | 1     | 1                   | 0                   | -                     | -                     | 2        | 0        | 17    | 1     |
| Portland Timbers Estados Unidos                                                                                      | 1.ª           | 2018          | 9     | 2     | 1                   | 1                   | -                     | -                     | 6        | 1        | 16    | 4     |
| Portland Timbers Estados Unidos                                                                                      | Total club    | Total club    | 23    | 3     | 2                   | 1                   | 0                     | 0                     | 8        | 1        | 33    | 5     |
| Total carrera | Total carrera | Total carrera | 51    | 9     | 2                   | 1                   | 0                     | 0                     | 8        | 1        | 61    | 11    |
| (1) Incluye datos de la U.S. Open Cup. (2017 - 2018) (2) Incluye datos de los play offs de la Copa MLS (2017 - 2018) |               |               |       |       |                     |                     |                       |                       |          |          |       |       |

### Selección nacional
| Sub-20 Estados Unidos | 2016/2017     | 9  | 8 | 5 | 0 | 3 | 2 | 17 | 10 |
| Sub-20 Estados Unidos | Total         | 9  | 0 | 5 | 0 | 3 | 0 | 17 | 10 |
| Adulta Estados Unidos | 2019          | 1  | 0 | 0 | 0 | - | - | 1  | 0  |
| Adulta Estados Unidos | Total         | 1  | 0 | 0 | 0 | 0 | 0 | 1  | 0  |
| Total carrera | Total carrera | 10 | 0 | 5 | 0 | 3 | 0 | 18 | 10 |
| (1) Incluye los partidos del Campeonato Sub-20 de la Concacaf (2017) (2) Incluye los partidos de la Copa Mundial de Fútbol Sub-20 (2017). |               |    |   |   |   |   |   |    |    |